# Antoine Boësset
Antoine Boësset, Antoine Boesset o Anthoine de Boesset (1586-8 de diciembre de 1643), Señor de Villedieu, era el superintendente de música en la corte francesa en el Antiguo Régimen y compositor de música profana y religiosa, en especial aires de corte.  Él y su suegro Pierre Guédron dominaron la vida musical de la corte en la primera mitad del siglo XVII bajo el reinado de Luis XIII. Su hijo Jean-Baptiste [de] Boesset, Señor de Dehault, compuso sólo música religiosa.

## Vida
Nacido en Blois y bautizado allí el 24 de febrero de 1587, fue nombrado maestro de los niños de la casa musical de la Chambre du roi en 1613. Ascendió a maestro de música de la reina en 1617 y secretario de la Chambre du roi en 1620, y finalmente superintendente en 1623 – desempeñando estas funciones sucedió a Guédron (superintendente bajo Enrique IV y Luis XIII), con cuya hija se casó en 1613. En 1632 fue conseiller y maître d'hôtel ordinario del rey. Él mantuvo todos estos cargos simultáneamente hasta su muerte.
En la Corte conoció ar Descartes, Mersenne y Huygens. Alrededor 1640 Mersenne organizó un concurso entre Boësset y el sacerdote católico holandés Joan Albert Ban para musicar el poema de Germain Habert "Me veux-tu voir mourir", pero alteró la primera línea del poema y por ello su sentido en la copia envió a Boësset – esto influyó  en la versión y permitió que Boësset ganara fácilmente la competición (Mersenne ya había criticado la obra de Ban como aburrida y trivial). Boësset fue también uno de los precursores del bajo continuo en Francia.  Murió en París.

## Obras
- 9 Libros de aires de corte  para 4 y 5 voces (1617–1642 ; publicados nuevamente en 1689)
- Docenas de aires de cour para voz y laúd (en las antologías publicadas por Ballard)
- Muchos ballets (1614-1639)
- 3 misas, 5 motetes y un Magnificat

Una edición crítica de los aires de cour está siendo preparado por el Centro de Música Barroca de Versalles (http://www.cmbv.com).